# Бух Арон Фроїмович
Бух Арон Фроімович (31 березня 1923 року, Бердичів (тоді Київської губернії - нині Житомирської обл.) - 21 лютого 2006, Москва) - російський художник-імпресіоніст, член Союзу художників СССР.

## Біографія
Бух Арон Фроімович народився 21 лютого 1923 року в єврейській родині дрібного підприємця. Його батько тримав у місті мануфактурний магазин.
Маленький Арон ще з півторарічного віку почав захоплюватися малюванням. А з трьох років в його руках практично завжди був олівець.
У 1926 році відбулося фактичне згортання НЕПу і сім'я маленького Арона, побоюючись погромів, переїхала до Москви, залишивши все майно та магазин у Бердичеві. Жили вони у глибокому підвалі. У 1937 р., у віці 14 років, розпочинає навчання у Будинку художнього виховання дітей Радянського району Москви.  Але у 1941р. навчання змушено припинилося в зв'язку з початком Другої світової війни. Сім'я переїхала до міста Енгельс Саратовської області.
Арон збирався піти добровольцем на фронт, але його не взяли. І у 1941-1944 рр. працював на оборонному заводі у м. Енгельс , де робив прилади нічного бачення для військових літаків.  Після повернення до Москви, у 1944-1945 рр. Арон відвідував художню студію при Всесоюзній центральній раді професійних спілок (ВЦРПС). Там він навчався у талановитого майстра пейзажу та художника-живописця К. Ф. Юона. У 1947 р. закінчив з відзнакою Московське обласне художнє училище "Пам'яті 1905 р" у знаменитого радянського художника та педагога В. М. Бакшеєва. Арон пройшов чудову професійну школу і захистив з відзнакою дипломну роботу "Весна на Срітенці". Після цього почав активно виставляти свої роботи.
З 1948 р. - постійний учасник московських, республіканських та всесоюзних художніх виставок.
З 1959 р. - член Спілки художників СРСР
Помер 21 лютого 2006 року у віці 82 років. Похований у Москві на Востряковському кладовищі.

## Творчість
З зошита Буха: "Не втомлюватися кожен день бачити вперше. Найвірніший спосіб кинути щось – це не починати зранку. Я працюю – значить живу, я живу – значить працюю". "Не чекати, поки якась бездарна, злочинна чи випадкова рука долі уб'є тебе, сам знищ себе працею". "Тільки праця дає можливість відрізнити дійсність від сну". 
Арон Бух щодня практикувався в художньому мистецтві. Інколи навіть писав нові роботи зверху старих, коли не знаходилось чистих полотен.  Він малював лише те, що любив найбільше - ліс, стару Москву, квіти та оголених жінок. А найбільше - свою музу та опору - жінку Майю. 
З 1950-х до початку 1980-х Арон Бух захоплювався імпресіонізмом. Незважаючи на членство у Спілці художників, він не був офіційним художником — стосунки із системою у нього не склалися, що призвело до творчої самоізоляції. Втім, неофіційне мистецтво, яке існувало в Радянському союзі паралельно, художника також не приваблювало. Все життя він працював так, ніби довкола не існувало жодних актуальних течій.
Однак, на початку 1980-х, захопився експресіонізмом.  Художник працював у різних жанрах: натюрморт, пейзаж, "міські фантазії", ню, портрет, автопортрет.  Праці зрілого періоду відрізняються енергійним різноманіттям барв, покладеним сміливим мазком. Бух неначе ліпив свої полотна. Він не змішував фарби, а накладав їх широкими кистями, мастихіном, флейцем чи руками. Іноді картина складалася із 10 шарів. 
"Сам процес роботи Арона Буха є неймовірно красивим творчим актом. Він не просто сідає за мольберт і починає писати натюрморт, портрет чи краєвид. Цьому передує складний підготовчий процес, коли художник налаштовує себе, переживає майбутню картину. Він каже, що "натуру треба не сприймати, як вона є, а надихатися нею. Бух намагається пізнати суть пейзажу, букету квітів або конкретної людини, вникнути, спробувати відчути їх і тільки потім, «зголоднівши», буквально накидається на полотно! Він як вулкан, який спить, але в певний момент раптом прокидається і з жерла якого з шумом вириваються снопи диму, вогню, - і на поверхню з надр землі виливається неймовірно красива вогненна лава, що вирує…»                      Валерій Сілаєв (старший науковий співробітник Державної Третьяковської галереї) 

## Родина та особисте життя
Після повернення до Москви одружився. Жінка — Майя. Разом з нею виховував сина Фелікса, який народився 1948 р - майбутнього художника-графіка та живописця, який займався прикладною мозаїкою. В 50 років Арон Бух пішов від жінки.

## Роботи митця
Його твори знаходяться у музеях та приватних колекція більш ніж у 20-ти країнах Америки, Азії та Європи. В Російській Федерації твори зберігаються в Державній Третьяковській галереї, Державному Російському музеї, Архангельському обласному музеї образотворчих мистецтв, Пензенській обласній картинній галереї ім. К. А. Савіцького, "Музеї перемоги" на Поклінній горі в Москві, музеї Ю. О. Гагаріна в м. Гагарині, Переяславі-Заліському історико-художньому музеї. Його картини є в колекції іспанської королеви, в музеї Гугенхейма в Нью-Йорку. Є припущення, що одна з картин ("Полдень") в експозиції Музею історії міста Бердичева (де народився Арон Бух) належить його пензлю.  

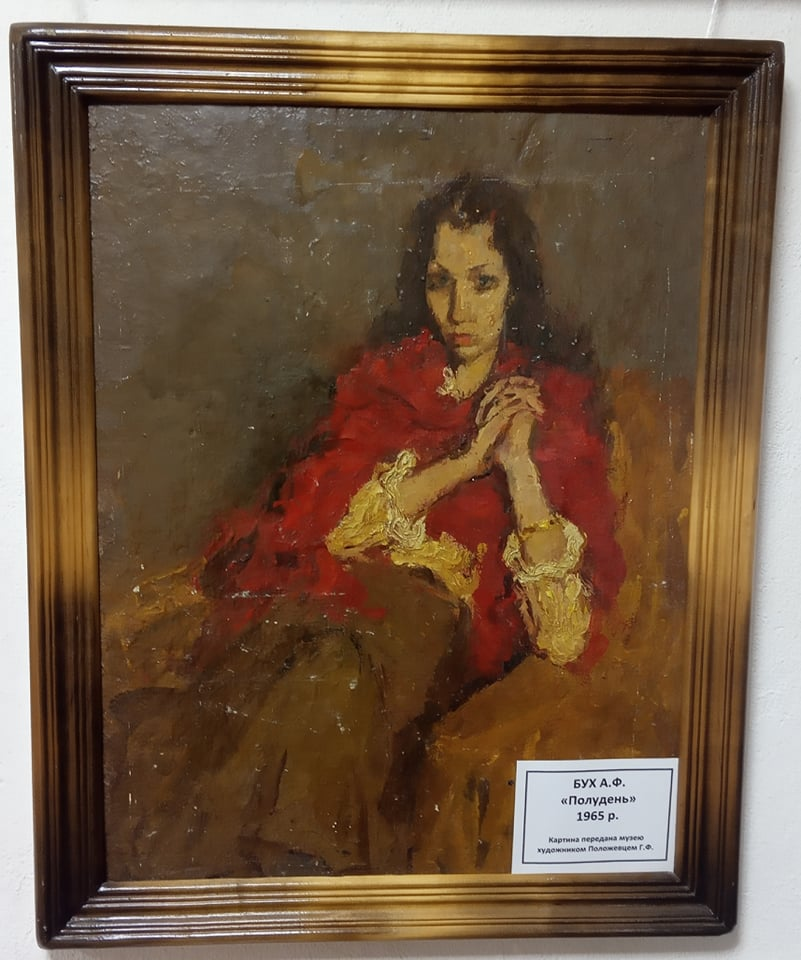
Картина Арона Буха, яка знаходиться в музеї м. Бердичева

## Персональні виставки
1971 Художній салон Комбінату живописних мистецтв, Москва
1984 Виставкова зала на вул. Вавілова, Москва
1989 Галерея ЕКСПО-88, Москва
1990 Галерея 454, Детройт, США
1992 Галерея ЕКСПО-88, Москва
1993 Галерея Les OREADES, Москва
1994 Галерея FONTANAR, Мадрид, Іспанія
1996 Галерея ЕКСПО-88, Москва
1997 Галерея Les OREADES, Москва
1998 «Російський дім», Белград, Сербія
Галерея Les OREADES, Москва
Галерея ЕКСПО-88, Москва
2000 ST / art, Страсбург, Франція
EUROP / ART, Женева, Швейцарія
2001 Галерея ЕКСПО-88, Москва
Галерея ЕКСПО-88, Москва
Галерея Donkersloot, Амстердам, Нідерланди
2002 Галерея ЕКСПО-88, Москва
2003 Центральний Дім художника, Москва
Арт-Манеж, Санкт-Петербург
Галерея «ЕКСПО-88», Москва
Російська Академія мистецтв, Москва
2004 Арт-галерея Ліга, Коломна, Росія
2005 Галерея Гармонія контрастів, Москва
2006 Арон Бух. Стихія кольору. Живопис. Бізнес-центр «Павелецька», Москва
2009 Державний Російський музей, Санкт-Петербург
Арон Бух в районі. Музей Об'єкт на районі, Санкт-Петербург
Музей Арона Буха, Москва
2010 Галерея ЕКСПО-88, Москва
галереї "ЛЕС" ( спільна виставка робіт батька і сина), Москва.
2011 Музей Арона Буха, Москва
Галерея Dresden, Москва
Арт-Манеж, Москва
2012 Галерея ЕКСПО-88, Москва
2013 Московський музей сучасного мистецтва, Москва
2015 АРОН БУХ. День Різдвяна. Галерея ЕКСПО-88, Москва 

## Вшанування пам'яті
У 2009 в Москві було створено Музей Арона Буха.
Фото Арона Баха знаходиться на стеллі слави в Музеї єврейства м. Бердичева.
Популяризацією творчості художника займається московська галерея "Єкспо'88".